# 陳陞
陳陞（？—？），字晉卿，號抑吾。河南歸德府夏邑縣人，晚明官員。同進士出身。

## 生平
陳陞於萬曆二十八年（1600年）考中庚子科河南鄉試第二十一名舉人，萬曆二十九年（1601年）聯捷辛丑科進士。兵部觀政，三十年授任山東臨邑縣知縣，革除積弊，案牘一清。三十二年改歷城縣知縣，任內重修李攀龍墓冢，并重新刊刻其文集。三十四年本省同考，三十六年行取，授礼部主事，萬曆三十八年（1610年）考察，調任順天府固安縣知縣。三十九年升大理寺右評事，進京任職，四十年升戶部主事，四十一年代州管粮，四十二年升員外郎。次年以母老為由請歸。民國《夏邑縣志》有傳。

## 家族
曾祖陳相，鄉賓。祖父陳以安，封保定府推官。父陳世恩為萬曆十七年（1589年）己丑科進士，官至工科給事中。
弟陳陛亦為進士，官至天津糧儲道、山東右參政，工詩文書法。子陳之復，清順治年間考中舉人。

## 其他
陳陞擔任曆城知縣期間，於萬曆三十四年（1606年）重新刊刻《李攀龍集》。萬曆三十六年（1608年），刊刻《歷下十六景》二卷。